# Gmina Długosiodło
Gmina Długosiodło là một gmina nông thôn (khu hành chính) ở huyện Wyszków, Masovian Voivodeship, ở miền đông trung bộ của Ba Lan. Vị trí bầu cử của nó là làng Długosiodło, nằm cách Wyszków khoảng 21 kilômét (13 mi)   về phía đông bắc và cách Warsaw 73 km (45 mi) về phía đông bắc.
Gmina có diện tích 167,45 kilômét vuông (64,7 dặm vuông Anh) và tính đến năm 2006, tổng dân số của nó là 7.649 người (7.922 người vào năm 2013).

## Làng
Gmina Długosiodło bao gồm các làng và các khu định cư  Adamowo, Augustowo, Blochy, Budy-Przetycz, Chorchosy, Chrzczanka Włościańska, Chrzczanka-Folwark, Dalekie, Dębienica, Długosiodło, Grady Szlacheckie, Grady Zalewne, Jaszczułty, Kalinowo, Kornaciska, Łączka, Lipniak-Majorat, Małaszek, Marianowo, Nowa Pecyna, Nowa Wies, Nowe Bosewo, Olszaki, Ostrykół Dworski, Ostrykół Włościański, Plewki, Prabuty, Przetycz Włościańska, Przetycz-Folwark, Sieczychy, Stara Pecyna, Stare Bosewo, Stare Suski, Stasin, Wolka Grochowa, Wolka Piaseczna, Zalas, Zamość, Znamiączki và Zygmuntowo.

## Gmina lân cận
Gmina Długosiodło giáp với các gmina như Brańszchot, Goworowo, Ostrów Mazowiecka, Rząśnik, Rzewnie và Wąsewo.